# Rubus incisior
Rubus incisior är en rosväxtart som beskrevs av Heinrich E. Weber. Rubus incisior ingår i släktet rubusar, och familjen rosväxter. Inga underarter finns listade i Catalogue of Life.